# Гуревич, Владимир Игоревич
Владимир  Игоревич Гуревич(р. 1956, Харьков, Украинская ССР, СССР) — украинский ученый-электротехник, кандидат технических наук, почетный профессор, автор 15 книг, изданных на русском и английском языках, свыше 200 научно-технических статей, более 100 изобретений, автор нового вида высоковольтных изолирующих интерфейсов "Геркотронов". В. И. Гуревич первым в странах постсоветского пространства поднял вопрос о киберопасности для микропроцессорных устройств релейной защиты и опасности преднамеренных деструктивных электромагнитных воздействий.
В. И. Гуревич является экспертом Технического Комитета SC77C (High Power Transient Phenomena) Международной Электротехнической Комиссии - МЭК (Стандарты в области защиты гражданского оборудования от электромагнитного импульса высотного ядерного взрыва - ЭМИ ЯВ, а также от других источников преднамеренных электромагнитных деструктивных воздействий  - ПЭДВ), действительным членом  СИГРЭ  WG C4.54 (Защита электронных систем управления высоковольтных электрических сетей от электромагнитного импульса высотного ядерного взрыва).

## Биография
В. И. Гуревич родился в 1956 году в Харькове. В 1973 году окончил 61 среднюю школу в Харькове с почетной грамотой по физике. В 1978 году окончил с отличием Харьковский национальный технический университет имени Петра Василенко, факультет  электрификации (ныне Институт энергетики и компьютерных технологий) по специальности «Электроснабжение».  С 1980 по 1983 г. учился в аспирантуре. В 1986 г. защитил кандидатскую диссертацию на тему: "Квазистатическая коммутирующая и регулирующая аппаратура с высокопотенциальной развязкой" (ДСП) в Национальном техническом университете «Харьковский политехнический институт» по специальности «Электрические аппараты»
В. И. Гуревич работал преподавателем, и.о. доцента Харьковского национального технического университета им. Петра Василенко, главным инженером и директором Научно-технического предприятия «Инвентор» (г. Харьков). Руководил несколькими проектами по разработке новых видов аппаратуры, выполняемых по заказам Министерств оборонных отраслей промышленности СССР, в том числе входящих в состав таких видов специальной техники, как:
- наземное оборудование зенитно-ракетного комплекса С-300В (НИЭМИ, Москва);
- спецэнергоустановка на эффекте сверхпроводимости для размагничивания корпусов атомных подводных лодок (ЦНИИСЭТ, С.-Петербург);
- устройство защиты ЛБВ мощного корабельного передатчика связи (ФГПУ НИИРадио, Москва);
- система электропитания повышенной живучести необслуживаемых усилительных пунктов (НУП) протяженных проводных линий спецсвязи (НИИ "Солитон", Уфа);
- система электропитания модуляторных шкафов мощной наземной РЛС раннего обнаружения ПВО (ФГПУ Правдинский радиозавод, Правдинск Нижегородской обл.);
- система электропитания радиотехнического комплекса "Шмель" в РЛС дальнего радиолокационного обнаружения и управления  (ДРЛО)   типа А-50 (ВНИИРТ, Москва);
- прибор для испытания изоляции бортовых многожильных кабелей в процессе производства ракет (НИИ Технологии Машиностроения, Пермь);
- мощные электрофизические установки специального назначения (НИИЭФА им. Ефремова, С.-Петербург);
а также занимался разработкой и организацией производства устройств автоматики для энергетики и промышленности.
До 2023 г. В. И. Гуревич работал в Электрической компании Израиля в должности ведущего специалиста (Senior Specialist), начальника сектора Центральной электрической лаборатории. Основная область научных интересов: надежность микропроцессорных устройств релейной защиты, защита электронного и электротехнического оборудования энергосистем от электромагнитного импульса высотного ядерного взрыва (ЭМИ ЯВ).
С 2023 года - директор предприятия Industrial EMP Solutions, в Хайфе. Член редколлегий международных научно-технических журналов:
Електротехніка і Електромеханіка
International Journal of Research Studies in Electrical and Electronics Engineering
Journal of Electrical and Electronic Engineering
Енергетика та Комп'ютерно-Iнтегрованi Технологii в АПК

## Награды
Бронзовая медаль ВДНХ СССР «За достигнутые успехи в развитии народного хозяйства СССР» (1976, 1984), в 1991 году - серебряная.
Медаль Министерства высшего и среднего специального образования СССР «За лучшую студенческую научную работу», 1977
Почетный Знак «Изобретатель СССР», 1976
Диплом Лауреата Всесоюзного смотра научно-технического творчества молодежи, 1976
Диплом Всесоюзного совета научно-технических обществ (ВСНТО СССР), 1977
Диплом Министерства высшего и среднего специального образования СССР, 1978
Лауреат премии им. Комсомола Украины, 1978
Грамота Президиума Академии наук Украины, 1983
Почетный профессор университета, 2006

## Внешние ссылки
- Персональный сайт Владимира Гуревича
- Гуревич В.И. Преднамеренные электромагнитные деструктивные воздействия — угроза национальной страны // "Проблемы анализа риска", 2016, том 13, № 5, с. 44-51.